# 空軍地上戦闘章
空軍地上戦闘章（くうぐんちじょうせんとうしょう、ドイツ語: Erdkampfabzeichen der Luftwaffe）は、ナチス・ドイツの勲章。

## 概要
1942年3月31日、ヘルマン・ゲーリングによって空軍地上部隊のために制定された。3回以上異なる作戦に参加し、一定の成果を上げた者が授与対象となった。
空軍地上戦闘章が制定される前、空軍地上部隊には一般突撃章や歩兵突撃章など陸軍の勲章が流用されていた。そのためこの勲章が導入されたことで、それまで受章した陸軍の勲章と引き換えることが可能となった。ただし、戦車突撃章に関しては空軍戦車突撃章という新たな勲章が設けられており、そちらが対応した。

## 等級
戦争が激化すると、すでに設けられた受章基準を大きく上回る戦果を挙げる者が現れ始めた。そのため現行の基準では対処しきれなくなり、1944年11月10日により上位の25回、50回、75回、100回の4等級が導入された。